# Woodsy Owl

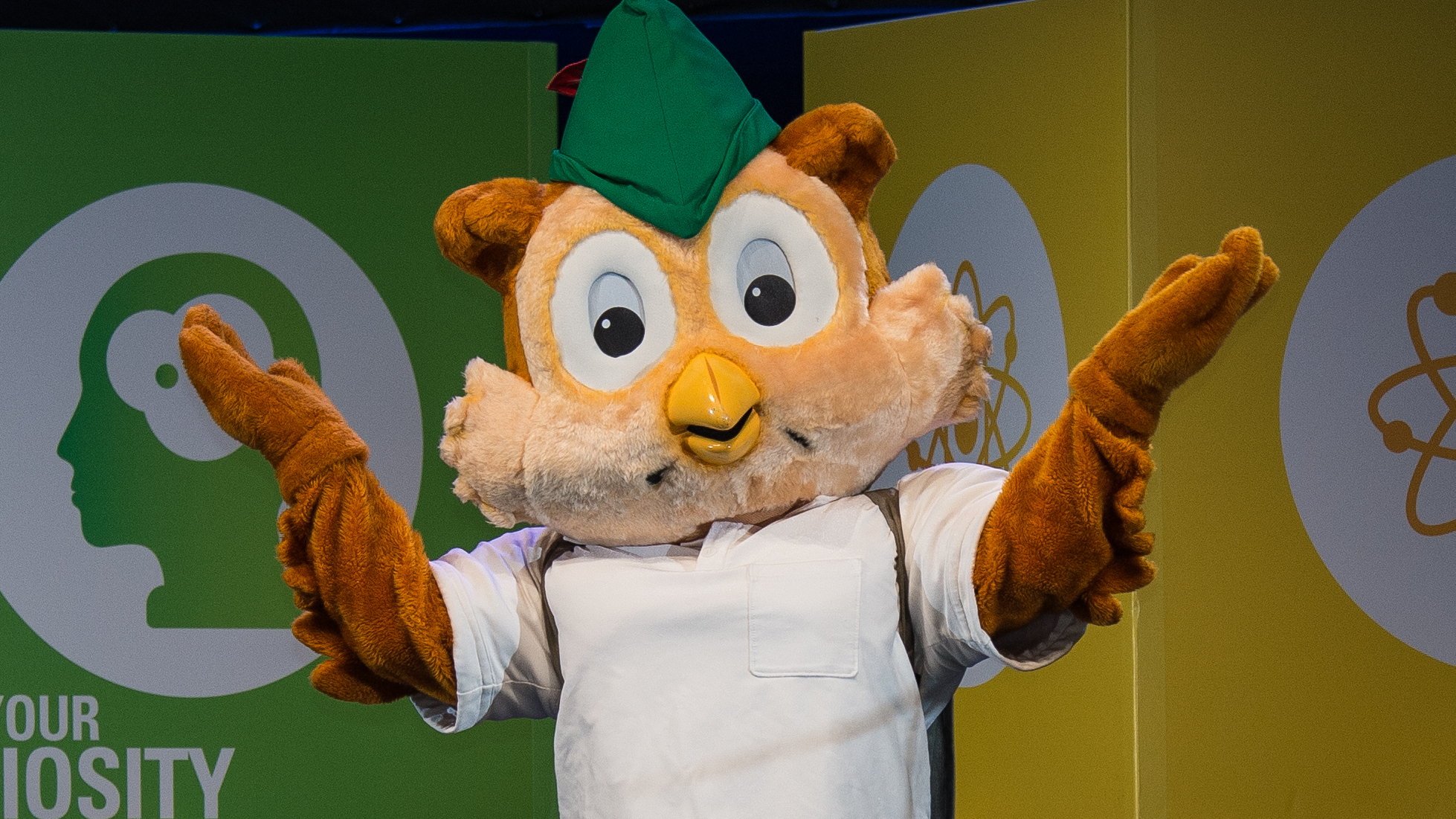
Woodsy Owl

Woodsy Owl ist ein Maskottchen und eine Werbefigur des United States Forest Service (USFS) mit dem Ziel, Kinder zu einem gesunden und nachhaltigen Umgang mit der Umwelt zu motivieren. Die 1970 entworfene, anthropomorphe Eulenfigur ist seit Jahren fester Bestandteil des Bildungsprogramms der US-Behörden und tritt vor allem gegen Vermüllung und Umweltverschmutzung ein. Woodsys Motto lautete ursprünglich „Give a hoot! Don’t pollute“ (deutsch: „Kümmere Dich! [idiomatisch; wörtlich: Gib einen Eulenschrei!] Verschmutze nicht [die Umwelt]“) und wurde inzwischen zu „Lend a Hand, Care for the Land!“ (sinngemäß etwa: „Mach mit, halt die Umwelt fit!“) umgestaltet. Gemeinsam mit Smokey Bear ist Woodsy Owl zu einer US-amerikanischen Umweltikone geworden, die in zahlreichen Liedern, Comics und Fernsehauftritten Einzug in die Popkultur gehalten hat.

## Entstehung

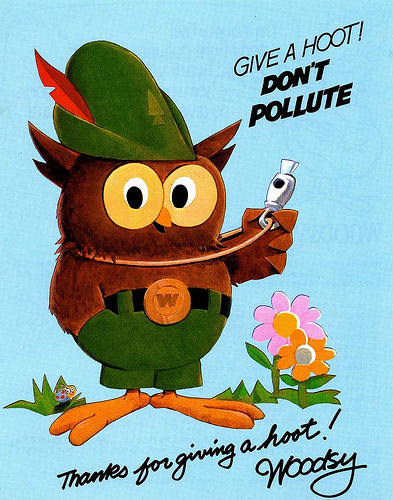
Woodsy Owl mit Trillerpfeife, Illustration von Rudy Wendelin

Woodsy Owl entstand 1970 im Rahmen der zweiten US-Umweltbewegung. Während dieser Phase eines wachsenden Umweltbewusstseins setzte man in puncto Umweltbildung vermehrt auf den seit 1944 existierenden Smokey Bear, der USFS hatte aber Bedenken, der Bär mit dem Motto der Waldbrandprävention könnte durch übermäßigen Gebrauch zweckentfremdet werden. Beamte des Forest Service gaben daher die Entwicklung eines neuen Protagonisten samt Botschaft in Auftrag.
Harold Bell, der als Merchandising-Agent unter anderem für Walt Disney gearbeitet hatte, kreierte Woodsy Owl zusammen mit Chuck Williams und Glenn Kovar, zwei Angestellten des Forest Service sowie technischen Beratern der beliebten Fernsehserie Lassie, und deren Mitarbeiterin Betty Hite. Der Robin-Hood-Hut, den Woodsy bis heute trägt, war von einem Filmartikel inspiriert, den Williams am Set gefunden hatte. Bevor man sich für die Eule entschied, waren ein Waschbär, eine Regenbogenforelle, ein Marienkäfer und ein Elch im Gespräch gewesen. Den Ausschlag gab schließlich das Habitat der Eule, das neben dem Wald auch städtische Regionen umfasst und somit auch ein urbanes Publikum ansprechen sollte. Darauf spielt auch The Ballad of Woodsy Owl an, worin es heißt „Woodsy Owl has got a home on the big branch of a tree / When he looks from left to right, town and forest he can see.“ („Woodsy Owl wohnt auf dem großen Ast eines Baumes / Wenn er von links nach rechts blickt, sieht er Stadt und Wald.“) Nach einem erfolgreichen Test-Marketing in Schulen, Sommercamps und Kirchengruppen wurde Woodsy Owl am 20. August 1970 beim US-Patentamt als Marke eingetragen. USFS-Mitarbeiter Rudy Wendelin, der bereits am Design von Smokey Bear maßgeblich beteiligt gewesen war, verfeinerte die graphischen Entwürfe der Figur und hauchte ihr „Persönlichkeit“ ein.

## Motto und Kampagne

### Einführung

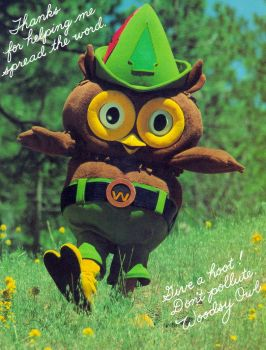
Der originale Woodsy Owl: „Give a hoot! Don’t pollute.“

Woodsys erstes Motto „Give a hoot! Don’t pollute“ textete Chuck Williams gleichzeitig mit Harold Bells ersten graphischen Entwürfen. Das hoot ist im Englischen der Ruf der Eule. Die Formulierung „give a hoot“ kehrt auf originelle Art den gängigen Ausdruck „don’t give a hoot“ (etwa: ‚sich einen Dreck um etwas scheren‘) ins Gegenteil um. „Don’t pollute“ bedeutet sinngemäß so viel wie „Verschmutze die Umwelt nicht!“. Dieser einprägsame Slogan war erstmals in einem einminütigen Kurzfilm zu hören, den Williams 1970 als UCLA-Projekt produzierte. Darin konnte man Williams’ Tochter sehen sowie eine echte Eule mit einem Voice-over: „Are you concerned about your environment? Then do something about it. Give a hoot, don’t pollute.“ („Bist du besorgt um deine Umwelt? Dann tu’ etwas dafür.“) Seine erste öffentliche Aufführung erfolgte laut Angaben des Forest Rangers als Public Service Announcement (Mitteilung eines öffentlichen Dienstes) während einer Super-Bowl-Halbzeitpause.
Landwirtschaftsminister Clifford Hardin eröffnete am 15. September 1971 die Woodsy-Owl-Kampagne. In einer Presseaussendung des USDA wurde der Zweck des neuen Symbols erklärt:

“Woodsy will work as a constant reminder to children and adults of positive ways in which pollution can be fought… [He] will focus attention on improvement of the outdoor environment through such advice as: protecting the soil, vegetation, air, and water through wise and thoughtful use; elimination of unnecessary noise; and public appreciation and personal responsibility for the control of vandalism and destruction of our Nation’s out-of-doors.”

„Woodsy wird als ständiger Mahner von Kindern und Erwachsenen daran arbeiten, sie auf positive Wege aufmerksam zu machen, wie Umweltverschmutzung bekämpft werden kann... [Er] wird mit seinen Ratschlägen den Fokus auf die Verbesserung der natürlichen Umwelt legen: Schutz von Boden, Vegetation, Luft und Wasser durch klugen und rücksichtsvollen Umgang, Beseitigung von unnötigem Lärm und öffentliche Anerkennung sowie persönliche Verantwortung für die Kontrolle von Vandalismus und Zerstörung der Natur unseres Landes.“

Dank einer mächtigen PR-Maschinerie wurde die Kampagne ein voller Erfolg. In Printmedien wie der New York Times oder der Stars and Stripes wurde die neue Umweltfigur großformatig angekündigt, zahlreiche Bilder von Woodsy mit Minister Hardin wurden abgedruckt. Ein eigens komponierter Song, The Ballad of Woodsy Owl, sollte seine Bekanntheit zusätzlich steigern. Am Neujahrstag 1972 hatte Woodsy sogar einen Promotionauftritt auf einer Rose-Bowl-Parade.

### Wirkung

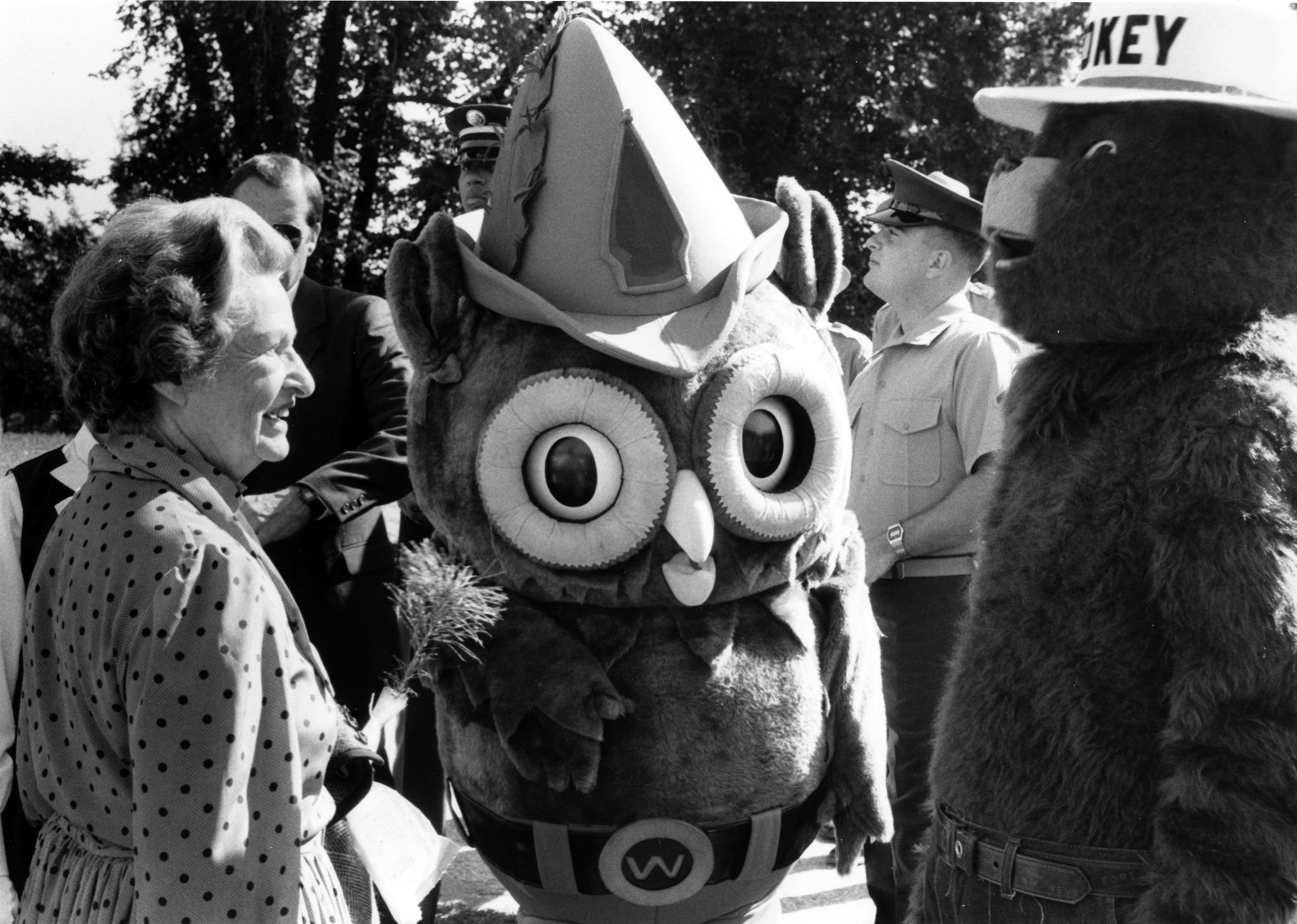
Woodsy Owl und Smokey Bear mit der ehemaligen First Lady Lady Bird Johnson

Mit den Jahren steigerte sich Woodsys Popularität. Einnahmen von Merchandising-Artikeln verschiedener Firmen wurden vom USFS in das Woodsy-Owl-Programm investiert und erreichten ihren Höhepunkt mit rund 50.000 Dollar im Jahr 1976. Diese halbierten sich bis zum Jahr 1985, erreichten 2010 aber wieder eine Summe von 35.000 Dollar. Insgesamt belaufen sich die Einnahmen damit aber nur auf einen Bruchteil der Smokey-Bear-Kampagne. Von den frühen 1970er Jahren bis Mitte der 80er Jahre liefen regelmäßig Public Service Announcements im TV, die die freundliche Eule einer breiten Öffentlichkeit bekannt machten. Dabei wurde Woodsy von verschiedenen Schauspielern synchronisiert, am prominentesten von Sterling Holloway und Frank Welker. Eine Umfrage am Höhepunkt seiner Popularität ergab 1976 einen Bekanntheitsgrad von 65 Prozent in allen Haushalten und 80 Prozent in Haushalten mit Kindern unter 10 Jahren. 2002 lagen diese Werte jedoch nur noch bei 25 bzw. 32 Prozent.
Den quantitativen Effekt der Woodsy-Owl-Kampagne festzustellen, ist nicht möglich, da parallel ähnlich geartete, öffentlich-rechtliche Werbeeinschaltungen wie etwa der „Crying Indian“ oder Johnny Horizon zu sehen waren. Zudem fehle es in den USA an Daten bezüglich Vermüllung. Die Verbesserung der Situation in den letzten 40 Jahren wird aber ohnehin weniger dem Werbewert von Woodsy & Co., sondern vielmehr strengeren Gesetzen und neuen Technologien zugeschrieben. Dass Figuren wie Woodsy Owl und Smokey Bear dennoch bewusstseinsbildend wirken können, ist auch Gegenstand ökologisch-ökonomischer Forschung.

### Neugestaltung

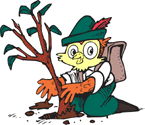
Der neue Woodsy: „Lend a hand, Care for the Land!“

Eine Zielgruppenbefragung brachte Anfang der 90er Jahre das Resultat, man müsse Woodsy entweder einem Makeover unterziehen oder absetzen. Der USFS entschied sich 1993 für eine Neugestaltung der Figur, die zusammen mit dem Children’s Television Workshop, der Produktionsfirma hinter der Sesamstraße, erarbeitet wurde. Der neue, „verbesserte“ Woodsy Owl mit dem Motto „Lend a Hand, Care for the Land!“ wurde am Tag der Erde 1997 u. a. von Al Gore und Bill Nye der Öffentlichkeit präsentiert. Neben dem Motto wurde vor allem sein Äußeres auf das Publikum einer neuen Generation zugeschnitten. Woodsy erscheint seither weniger wie eine Eule, sondern mehr wie ein Mensch. Um ein aktives, gesundes Image zu vermitteln, wirkt er schlanker, trägt einen Rucksack sowie Wanderschuhe und Feldhosen. Vom USFS wird er als „liebevoll, freundlich und weise“ charakterisiert und soll speziell Kinder im Alter von fünf bis acht Jahren ansprechen.

### Conservation Education
Im 21. Jahrhundert hat sich Woodsy Owl von einer Kampagne des öffentlichen Dienstes zu einem Umweltbildungsprogramm entwickelt. 2001 beschloss man, Woodsy vermehrt zu pädagogischen Zwecken zu nutzen, um jüngeren Kindern Vorteile und Maßnahmen zur Erhaltung der Umwelt beizubringen. Eine 2003 begründete USFS-Partnerschaft mit dem Office of Head Start, einem Programm des Gesundheitsministeriums, sollte dabei helfen, die Botschaft der Umwelterhaltung für Kinder vor Eintritt ins Kindergartenalter bis in die dritte Klasse aufzubereiten. Einige Produkte wie Woodsy’s ABC oder diverse „fun packs“ stehen als Lernmaterial zur Verfügung. Zudem erfreuen sich die durch die TV-Spots bekannt gewordenen Songs The Ballad of Woodsy Owl und Help Woodsy Spread the Word (basierend auf dem Musikstück The Syncopated Clock von Leroy Anderson) nach wie vor großer Beliebtheit und werden auf der Website des USFS zum Download angeboten. Außerdem wurde der Liedersammlung ein zeitgemäßer Rap (Rubbish Rot Rap) hinzugefügt. In mehreren Bundesstaaten, darunter Washington, D.C., Kalifornien, Texas und Alaska, arbeiten Forest Ranger mit Head Start Lehrern zusammen, um Woodsy Owl und seine Philosophie der Umweltbewahrung rund 5000 Kindern und Familien pro Jahr näherzubringen. Seit 1973 ist Woodsy Teil eines bundesweiten Posterwettbewerbs der National Garden Clubs.
Öffentliche Auftritte hat Woodsy Owl weiterhin im Rahmen des Earth Day, an nationalen Get-Outdoors-Tagen oder zu speziellen Anlässen, beispielsweise bei bundesweiten Wanderausstellungen. Am 15. September 2011 jährte sich der Start zur Woodsy-Owl-Kampagne zum 40. Mal, was vom USFS zum Anlass genommen wurde, Woodsys 40. Geburtstag zu feiern.

## Rechtsschutz und Lizenz
Wie auch Smokey Bear ist die Marke Woodsy Owl seit 1974 durch ein Bundesgesetz geschützt. Der Smokey Bear and Woodsy Owl Act (Public law 93-318) definiert Woodsys Namen und Motto als Eigentum der Vereinigten Staaten, das dem Management des USDA untersteht. Die Figur Woodsy Owl wird darin wie folgt charakterisiert:

“The term ‘Woodsy Owl’ means the name and representation of a fanciful owl, who wears slacks (forest green when colored), a belt (brown when colored), and a Robin Hood style hat (forest green when colored) with a feather (red when colored), and who furthers the slogan, ‘Give a Hoot, Don’t Pollute’, originated by the Forest Service of the United States Department of Agriculture, or a facsimile or simulation thereof, in such a manner as suggests ‘Woodsy Owl’.”

„Der Begriff ‚Woodsy Owl‘ bezeichnet den Namen und die Darstellung einer Fantasie-Eule, die lange Hosen (grün, wenn farbig), einen Gürtel (braun, wenn farbig), und einen Hut im Stile von Robin Hood (grün, wenn farbig) mit einer Feder (rot, wenn farbig) trägt und den Slogan ‚Give a Hoot, Don’t Pollute‘ von sich gibt, kreiert vom Forest Service des United States Department of Agriculture, oder eine Nachbildung oder eine Simulation davon, in einer Art und Weise wie erwähnt ‚Woodsy Owl‘.“

Die Verabschiedung durch den Kongress dauerte über zwei Jahre, da Vertreter des Innenministeriums diese
blockierten (siehe Konkurrenz).
Auf Grundlage des Gesetzes wurde ein Lizenzprogramm erarbeitet, dessen Zweck die Erwirtschaftung von Mitteln zum Schutz der Umwelt und für den Kampf gegen die Verschmutzung darstellt. Außerdem hat das Programm die Verbreitung der Botschaft von Woodsy Owl, die Bewahrung seiner Integrität als Amerikas Ikone der Umwelterhaltung sowie einen hohen Qualitätsstandard all jener Produkte, die seinen Namen tragen, zum Ziel.

## Kontroversen

### Konkurrenz
Bereits bei seiner Einführung bekam Woodsy Owl heftigen Gegenwind zu spüren. Innenminister Rogers Morton gab zu bedenken, Woodsy könnte eine Konkurrenz für Johnny Horizon, eine seit 1969 gebräuchliche, ebenfalls gegen Umweltverschmutzung auftretende Figur des Bureau of Land Management, sein. Als im Februar 1972 der erste Entwurf des Woodsy Owl Act im Kongress eingereicht wurde, hatte sich eine breite Lobby für Johnny Horizon und gegen Woodsy Owl formiert. Minister Morton begründete diesen Schritt folgendermaßen:

“We recommend against transmittal of the draft [Woodsy Owl] bill…. The ‘Woodsy Owl’ program proposal is practically identical to the already successful ‘Johnny Horizon’ program initiated by the Department of the Interior in June, 1968…. Introduction of a competing Government program such as that now proposed by the Department of Agriculture would forsake the loyal support which has thus far been given the ‘Johnny Horizon’ program.”

„Wir treten gegen eine Unterzeichnung des Gesetzes ein... Der ‚Woodsy-Owl‘-Programmvorschlag ist praktisch identisch mit dem bereits erfolgreichen ‚Johnny-Horizon‘-Programm, das vom Innenministerium im Juni 1968 initiiert wurde... Die Einführung eines konkurrierenden Regierungsprogramms wie jenes des Landwirtschaftsministeriums (USDA, Anm.) würde die bisherige Unterstützung des ‚Johnny-Horizon‘-Programms gefährden.“

Auch in der Privatwirtschaft wehrte man sich gegen die Einführung einer neuen Umweltfigur. Roger B. Minkoff, Merchandising- und Lizenz-Direktor von Columbia Records, argumentierte, man habe bereits mit großem Erfolg Partizipationsangebote bezüglich Johnny-Horizon-Lizenzen an zahlreiche Firmen im ganzen Land unterbreitet. Die Einführung eines weiteren Symbols des USDA verwässere außerdem die bisherige Arbeit des Innenministeriums.
Schließlich konnte sich der USFS jedoch durchsetzen, wollte man doch mit Woodsy Owl eine Figur schaffen, für dessen Botschaft sich Kinderherzen eher erwärmen lassen könnten als für die eines erwachsenen Mannes in Cowboy-Montur.

### „Owl non grata“

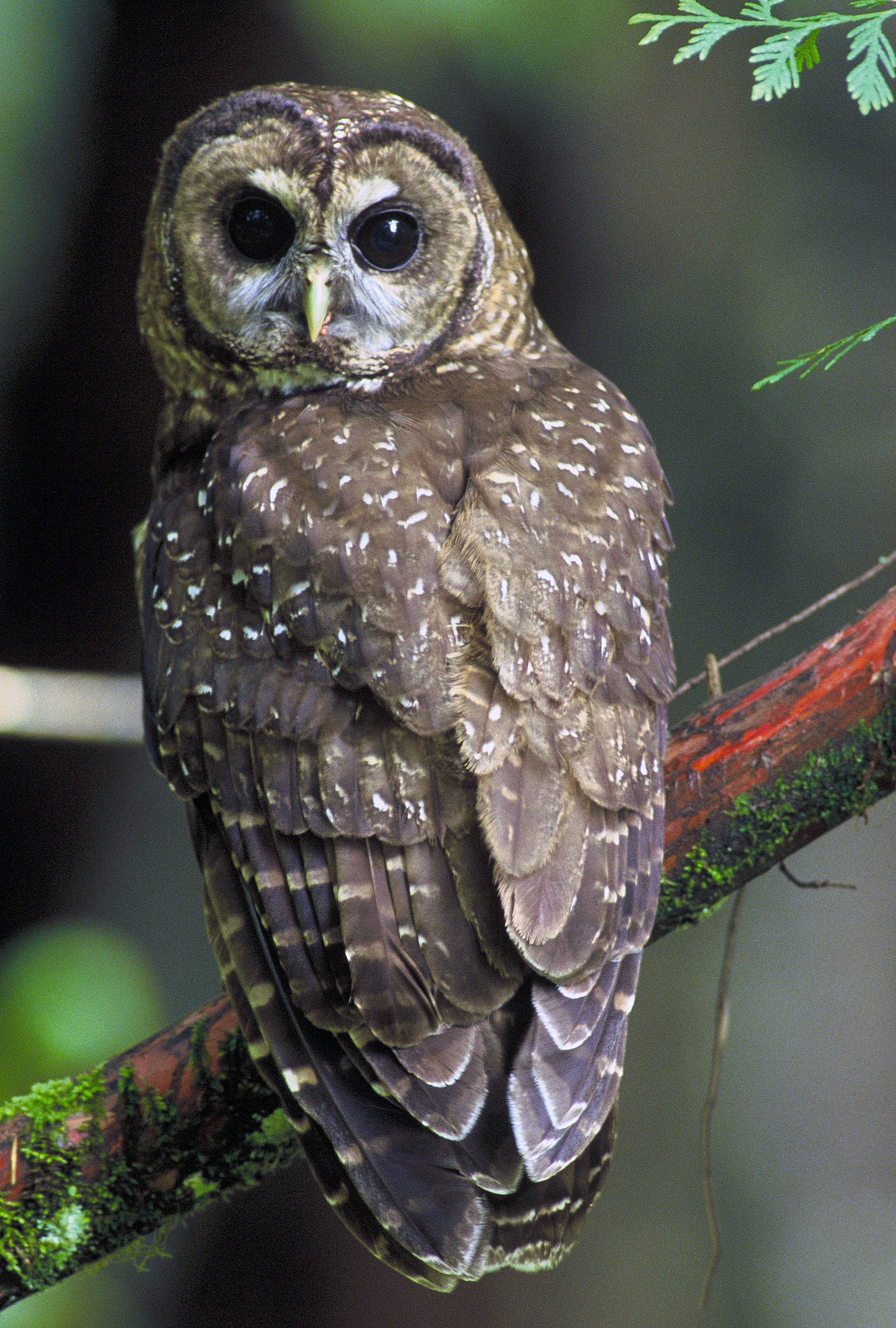
Nördlicher Fleckenkauz

Anfang der 1990er Jahre geriet Woodsys Popularität zunehmend ins Wanken. Der Nördliche Fleckenkauz (Strix occidentalis caurina), eine Unterart des Fleckenkauzes, wurde 1990 in die Liste bedrohter Arten aufgenommen, was bei der US-Forstindustrie für Unmut sorgte. Vor allem im Pazifischen Nordwesten fühlte man sich vom Forest Service betrogen, der aufgrund des Tierschutzes die Abholzung in seinen Wäldern immer mehr einzuschränken begann. Woodsy Owl wurde vom USFS in Cartoons als Stand-In für den Fleckenkauz eingesetzt, was sich negativ auf seine Popularität im Nordwesten auswirkte und schließlich dazu führte, dass die Figur in den Holzfällergemeinden nicht mehr auftrat. Sein Motto bekam zynische Neufassungen wie „Give a hoot, don’t shoot“. Woodsy wurde, in den Worten eines Journalisten, zur „Owl non grata“.

### Urheberschaftsansprüche
Obwohl die Namen der Erfinder ebenso wie Woodsys Geschichte gut dokumentiert sind, wurden in jüngerer Vergangenheit immer wieder urheberrechtliche Ansprüche erhoben. Auf zahlreichen Internetseiten finden sich namentliche und anonyme Behauptungen von Menschen aus verschiedenen Bundesstaaten, sie hätten Woodsy als Kind 1969 oder 1970 bei einem Zeichenwettbewerb eingereicht. Einige nehmen für sich sogar in Anspruch, das Motto „Give a hoot! Don’t pollute“ erfunden zu haben. Beim USFS gelangen diesbezüglich immer wieder Anfragen und Urheberrechtsforderungen ein. Harald Fuller-Bennett und Iris Velez merkten in Forest History Today an, dass die meisten „Möchtegern-Erfinder“ eine auffallend ähnliche Erinnerung teilen. Es sei durchaus möglich, dass eine Bildungsorganisation oder ein Kinderbuchverlag 1970 einen Zeichenwettbewerb abgehalten hätten, und zwar zu einem Zeitpunkt, als Woodsy bereits existierte, jedoch noch nicht offiziell präsentiert worden war. Die Kinder könnten etwa die Anweisung erhalten haben, Poster mit einer Eule und Woodsys Motto zu zeichnen. Diese Erklärung erscheint insofern wahrscheinlich, als der USFS seit 1961 mit den National Garden Clubs einen Smokey-Bear-Malwettbewerb für Grundschulkinder veranstaltet. 1973 durften erstmals auch Bilder von Woodsy Owl eingesendet werden. Bis heute konnte keine Person einen Beleg für die mögliche Urheberschaft von Woodsy liefern.

## Popkultur
Woodsy Owl verdankt seine Popularität nicht nur den regelmäßig laufenden TV-Spots, sondern auch einer breiten Rezeption in der US-amerikanischen Popkultur. Bereits im November 1973 veröffentlichte Gold Key das erste Woodsy-Owl-Comic. Bis Februar 1976 erschienen im Vierteljahrestakt neun weitere Bände, in denen Woodsy Nebencharakteren wie Bitsy Owl und Mrs. Hare den nachhaltigen Umgang mit der Umwelt näherbringt. Die Produktrechte an der vom USFS autorisierten Comicreihe hält Western Printing and Lithographing. Jon „Bermuda“ Schwartz, ab 1980 Schlagzeuger von Weird Al Yankovic, nahm eine eigene Version von The Ballad of Woodsy Owl auf.
In den letzten Jahren ist Woodsy Owl oft Objekt satirischer Kommentare, besonders dahin gehend, seine Botschaft sei vielleicht nicht mehr zeitgemäß bzw. die heutige Jugend sei nicht mehr für den Umweltschutz zu begeistern. 2010 wurde Woodsy in der Episode Messie-Syndrom (Originaltitel Insheeption) der Zeichentrickserie South Park parodiert. Neben Smokey Bear (Flamey the Bear) war auch Woodsy Owl 2013 in der Serie Brickleberry Satireobjekt. Dort heißt es, Hoot-Hoot the Owl sei im Ruhestand, wohl eine Anspielung auf Woodsys gesunkene Bekanntheitswerte.
Dass Woodsy Owl immer noch eine gewisse Resonanz erzeugt bzw. weiterhin populär ist, zeigen etwa seine Präsenz in Social Media oder die Aufnahme in Listen der „besten Eulen“.